# Шереметьєв Михайло Петрович

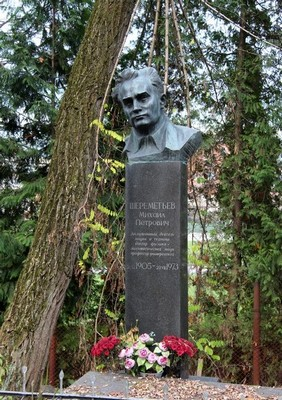

Михайло Петрович Шереметьєв (1905–1973) — вчений у галузі механіки, родом зі Смоленщини; проф. вищих шкіл Менська, Дніпропетровського і Львова.
Праці стосуються теорії пружности, пружної рівноваги пластин та оболонок з підкріпленими краями.
Жовтнем 1961 Президія ВР УРСР присвоїла професору Шереметьєву почесне звання заслуженого діяча науки УРСР.
Книга 1960 року «Пластинки с подкрепленным краем».
Похований на 86 полі Личаківського цвинтаря.